# Союз-М
Союз-М (индекс ГУКОС — 11А511М, «М» — модернизированная) — советская трёхступенчатая ракета-носитель среднего класса из семейства Р-7. РН «Союз-М» разрабатывалась и изготавливалась в куйбышевском филиале № 3 ОКБ-1 (ныне — ЦСКБ-Прогресс) под руководством Дмитрия Ильича Козлова и Сергея Павловича Королёва.
РН «Союз-М» является модификацией ракеты-носителя «Союз» и была предназначена для вывода на круговую орбиту военных разведывательных космических аппаратов типа «Зенит-4МТ» серии «Космос».

### История создания
Работы по созданию РН «Союз-М» велись в «ЦСКБ-Прогресс» в 1968—1970 годах под руководством Дмитрия Ильича Козлова.
Первоначально ракета-носитель «Союз-М» разрабатывалась для запуска военных модификаций космического корабля Союз, а именно «Союз 7К-ВИ», разработки «ЦСКБ-Прогресс». 
После закрытия программы по разработке корабля «7К-ВИ» в 1968 году было решено продолжить разработку ракета-носителя, но уже под другой военно-исследовательский вариант космического комплекса «Союз» — «Союз 7К-С», разработки ОКБ-1. Затем от военного использования «7К-С» отказались (программа испытаний была полностью выполнена, хотя и с большими задержками) в пользу более перспективной серии тяжёлых орбитальных кораблей «ТКС» («Транспортный корабль снабжения»), разработки ОКБ-52. 
После закрытия программ по военным модификациям корабля «Союз» изготовленные на тот момент ракеты-носители были переоборудованы под возможность запуска разведывательных спутников типа Зенит-4МТ «Орион» (индекс — 11Ф629), разработки всё того же «ЦСКБ-Прогресс». Зенит-4МТ «Орион» — была разработана как специальная версия космического аппарата «Зенит-4M», предназначенная для проведения топографической съёмки.

### Список всех запусков ракеты-носителя «Союз-М»
С помощью «11А511М» были запущены восемь космических аппаратов типа Зенит-4М «Орион». Всего было произведено 8 успешных запусков с 1971 года по 1976 год.
Все запуски ракеты-носителя «Союз-М» производились с космодрома Плесецк, со стартовых площадок № 41/1 и № 43/4.
| 1 | 27 декабря 1971 года 10:04 UTC | Ю15000-001 | Космос-470 | Зенит-4МТ | 1971-118A | 05727 | Плесецк Пл. 41/1 | Успех |
| 2 | 13 июля 1972 года 10:30 UTC    | Х15000-002 | Космос-502 | Зенит-4МТ | 1972-055A | 06105 | Плесецк Пл. 43/4 | Успех |
| 3 | 27 декабря 1972 года 06:30 UTC | С15000-003 | Космос-541 | Зенит-4МТ | 1972-105A | 06326 | Плесецк Пл. 41/1 | Успех |
| 4 | 27 июня 1973 года 07:50 UTC    | X15000-004 | Космос-576 | Зенит-4МТ | 1973-044A | 06713 | Плесецк Пл. 41/1 | Успех |
| 5 | 17 декабря 1973 года 08:00 UTC | 7604382- 5 | Космос-616 | Зенит-4МТ | 1973-102A | 06979 | Плесецк Пл. 41/1 | Успех |
| 6 | 29 июня 1974 года 08:50 UTC    | 7602983- 7 | Космос-664 | Зенит-4МТ | 1974-049A | 07351 | Плесецк Пл. 43/4 | Успех |
| 7 | 4 ноября 1974 года 06:40 UTC   | 7602983- 6 | Космос-693 | Зенит-4МТ | 1974-088A | 07509 | Плесецк Пл. 41/4 | Успех |
| 8 | 31 марта 1976 года 08:50 UTC   | 7602983- 8 | Космос-811 | Зенит-4МТ | 1976-030A | 08781 | Плесецк Пл. 41/4 | Успех |

## Статьи
- Варфоломеев Т., Лебедев В. «Семерка» для третьего спутника // Новости космонавтики. — № 10, 2008.